# Deurnesche Rijvereeniging Rust Roest
De Deurnesche Rijvereeniging Rust Roest is een paardensportvereniging in de Nederlandse gemeente Deurne.

## De oprichting en eerste jaren
De rijvereniging, de eerste paardensportvereniging van Deurne, werd in de jaren dertig opgericht door pastoor Hendrik Roes. Hij wilde op deze manier de ontspanning onder de boerenstand bevorderen; het paard was er bovendien toch op de boerderij..
Tijdens de Tweede Wereldoorlog werden concoursen georganiseerd, waarop rijverenigingen uit heel het land afkwamen. Theodore baron de Smeth van Deurne, hartstochtelijk paardenliefhebber, dressuurruiter en ere-voorzitter, gaf demonstraties dressuur.

## Kampioenschappen
De vereniging werd vele malen bondskampioen van de Bond van Landelijke Rijverenigingen van de NCB in Tilburg, en tweemaal nationaal kampioen.

## Deurne en paarden
De oprichting van de rijvereniging vormde het begin van een historische band tussen paarden en Deurne, die op 18 september 1969 tot een voorlopig hoogtepunt leidde: de oprichting van het Nederlands Hippisch Centrum onder voorzitterschap van die andere 'paardenpromotor' van Deurne, dr. Hub van Doorne.